# 馬賴拉索山
11°37′29″S 75°12′41″W / 11.62472°S 75.21139°W
馬賴拉索山（Marairazo），是秘魯的山峰，位於該國中部胡寧大區的康塞普西翁省和豪哈省，屬於安第斯山脈中瓦伊塔帕利亞納山脈的一部分，海拔高度約4,943米。